# Grup de la hidrocalumita
El grup de la hidrocalumita és un grup de minerals que forma part del supergrup de la hidrotalcita. Està format per tres membres: hidrocalumita, kuzelita i mariakrita.
| Espècie       | Fórmula                         |
| ------------- | ------------------------------- |
| Hidrocalumita | Ca₄Al₂(OH)₁₂(Cl,CO₃,OH)₂ · 4H₂O |
| Kuzelita      | Ca₄Al₂(OH)₁₂[SO₄] · 6H₂O        |
| Mariakrita    | [Ca₄Al₂(OH)₁₂(H₂O)₄][Fe₂S₄]     |